# Stén Knuth
Stén Knuth (født 15. december 1964) er folketingsmedlem for Venstre fra 5. juni 2019. Han var Slagelse Kommunes borgmester fra 1. januar 2014 til 31. december 2017 og har siddet i Slagelse Byråd siden 2006.
Han er gift med receptionist Helle Almegaard Knuth. Sammen har de tre børn. 

## Baggrund
Stén Knuth var før sin politiske karriere kendt for sit arbejde som tidligere dansk landstræner i taekwondo i perioden 1999-2000, hvor han blandt andet var træner for Hanne Poulsen og Laila Halkjær til OL-kvalifikationsstævnet i Stockholm.

## Politisk karriere
Stén Knuth har været medlem af Venstre siden 1998 og var Venstres borgmesterkandidat under kommunalvalget 2009 og 2013 i Slagelse Kommune. 

## Karriere som kampsportstræner
I sin periode som dansk landstræner endte Sten Knuth med at forlade sit job på grund af et forsøg på at misbruge 14.000 øremærkede kroner til de aktive på at betale en rejse for en tidligere koreansk landstræner.